# نوویه بالیکلی
نوویه بالیکلی (به لاتین: Novyye Balykly) یک منطقهٔ مسکونی در روسیه است که در باشقیرستان واقع شده‌است.